# Nord-Aurdal
Nord-Aurdal é uma comuna da Noruega, com 908 km² de área e 6 539 habitantes (censo de 2004).         